# Antonio Zanca

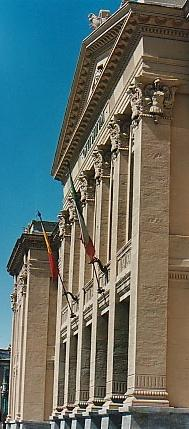
Municipio di Messina

Antonio Zanca (Palermo, 1861 – Palermo, 1958) è stato un architetto italiano.

## Biografia
Allievo prediletto di Giuseppe Damiani Almeyda e assistente alla sua cattedra universitaria, dopo Francesco Paolo Palazzotto, ricollegò al filone del classicismo ottocentesco costituendone, con Giuseppe Capitò, uno degli ultimi interpreti.
Fra le sue le più celebri sono a Palermo i palazzi Di Pisa in Via Niccolò Garzilli e Paternò in Via Roma, il villino Zanca in Via Dante, il Policlinico e il complesso universitario di Via Archirafi; a Messina il Municipio, anche detto Palazzo Zanca.
Fu inoltre uno dei maggiori studiosi della Cattedrale di Palermo. Il suo archivio è custodito presso la Facoltà di Architettura di Palermo.

## Opere principali
- Sede del Banco di Sicilia a Caltanissetta;
- Palazzo Basile (1914-18 c.), a Messina;
- Municipio di Messina (1920);
- Chiesa di Santa Maria della Scala e Collegio dei Gesuiti di Messina (1922);
- Politecnico Universitario di Palermo;
- Palazzo Moncada di Paternò (1905-09), via Roma a Palermo[1]
- Palazzo di Pisa, via N. Garzilli 26 (1900-03 c.) a Palermo;
- Casa Zanca, via Dante (1926) a Palermo;
- Case economiche di via Brigata Aosta a Palermo;
- Opificio della Ires (Industrie riunite editoriali siciliane) a Palermo;
- Palazzo Lanza di Mazzarino (restauro e ammodernamento), Via Maqueda a Palermo.

## I suoi scritti
- La Cattedrale di Palermo. Rilievi e restauro, Istituto Italiano d'Arti Grafiche, Bergamo 1906-1908.
- Sul proposto restauro della cattedrale di Palermo, Grafiche S. Pezzino & figli, Palermo 1934.
- La Cattedrale di Palermo dalle origini allo stato attuale, in «Atti del VII Congresso Nazionale di Storia dell'Architettura», a cura del Comitato presso la Soprintendenza ai Monumenti, Palermo 1956.
- La Cattedrale di Palermo, I.R.E.S., Palermo 1952.